# Mr. Lawrence
Mr. Lawrence, pseudonimo di Douglas Lawrence Osowski, noto anche con l'altro pseudonimo di Doug Lawrence (East Brunswick, 1º gennaio 1969), è un doppiatore e sceneggiatore statunitense.

## Biografia
Esponente della stand-up comedy, negli anni novanta Lawrence cominciò a collaborare con Nickelodeon doppiando per tre anni il personaggio di Filburt in La vita moderna di Rocko.
Nel 1999 divenne la voce di Sheldon J. Plankton, il microbo geniale (principale antagonista nelle stagioni 1-9 e un antieroe a partire dalla stagione 10) nella celebre serie animata SpongeBob. Così come per la precedente serie animata a cui aveva partecipato, Lawrence collaborò alla sceneggiatura delle puntate.
Nel frattempo, Nel 2002 diventa la voce da protagonista di Numero 1 / Nigel Uno nella serie televisiva Nome in codice: Kommando Nuovi Diavoli e invece fra il 2005 e il 2008, lavorò come doppiatore nella serie Camp Lazlo; allo stesso modo, fra il 2012 e il 2014 fu il narratore della serie The Aquabats! Super Show!, trasmessa da Discovery Family.
Lawrence ha preso parte anche a lavori cinematografici, in particolare come doppiatore in tutti i film tratti dalla serie SpongeBob: SpongeBob - Il film, SpongeBob - Fuori dall'acqua e SpongeBob - Amici in fuga.

## Filmografia parziale

### Cinema
- SpongeBob - Il film, regia di Stephen Hillenburg e Mark Osborne (2004) - voce
- SpongeBob - Fuori dall'acqua, regia di Paul Tibbitt e Mike Mitchell (2015) - voce
- La vita moderna di Rocko: Attrazione statica, regia di Joe Murray e Cosmo Serguson (2019) - voce
- SpongeBob - Amici in fuga, regia di Tim Hill (2020) - voce
- Saving Bikini Bottom, regia di Liza Johnson (2024) - voce
- Plankton - Il film (Plankton: The Movie), regia di Dave Needham (2025) - voce

### Televisione
- La vita moderna di Rocko - serie TV (1993-1996) - voce
- SpongeBob - serie TV (1999-in corso) - voce
- Nome in codice: Kommando Nuovi Diavoli - serie TV (2003-2008) - voce
- Camp Lazlo - serie TV (2005-2008) - voce
- The Aquabats! Super Show! - serie TV (2012-2014) - voce
- Wander - serie TV (2014) - voce
- Kamp Koral: SpongeBob al campo estivo - serie TV (2021-in corso) - voce
- Lo show di Patrick Stella - serie TV (2021-in corso) - voce

## Doppiatori italiani
Da doppiatore è sostituito da:
- Riccardo Rovatti in SpongeBob, SpongeBob - Il film, SpongeBob - Fuori dall' acqua, SpongeBob - Amici in fuga, Lo show di Patrick Stella, Kamp Koral - Spongebob al campo estivo, Saving Bikini Bottom, Plankton - Il film (Plankton)
- Patrizio Prata in Spongebob (Larry (st. 13+), Potty (st. 13+)), Lo show di Patrick Stella (Larry), Kamp Koral - Spongebob al campo estivo (Larry), Saving Bikini Bottom (Larry)
- Diego Sabre in Spongebob (Larry (st. 1-9))
- Matteo Zanotti in Spongebob (Chocolate Fish)
- Maurizio Merluzzo in La vita moderna di Rocko: Attrazione statica
- Michele Di Mauro in Camp Lazlo